# Nikon Coolpix P5000
Le Nikon Coolpix P5000 est un appareil photographique numérique de type compact fabriqué par Nikon de la série Nikon Coolpix.

## Description
Matériel haut de gamme, l'appareil possède une définition de 10 mégapixels, un zoom optique de 3,5× et mesure 9,8 × 6,45 × 4,1 cm.
Il est équipé d'un système de stabilisation optique par déplacement de lentilles « VR » (Vibration Reduction) qui permet de supprimer le flou de bougé pendant l’enregistrement de clips vidéo ou d'image et d'un sélecteur de mode d'exposition P, S, A et M.
Son automatisme gère 15 modes Scène pré-programmés afin de faciliter les prises de vues (portrait, portrait de nuit, sport, paysage, fête/intérieur, plage/neige, coucher de soleil, feux d’artifice, nocturne, macro, musée, aurore/crépuscule, reproduction, contre-jour, panorama assisté).
L’ajustement de l'exposition est possible dans une fourchette de ±2.0 par paliers de 0,33 EV.
La balance des blancs se fait de manière automatique, mais également semi-manuel avec cinq options pré-réglées (lumière du jour, lumière incandescent, nuageux, éclair et tubes fluorescents).
Il est équipé d'une fonction « AF Priorité visage » qui permet d'avoir des portraits d'une bonne luminosité puisque l'appareil détecte les visages et réalise la mise au point dessus.
La fonction « BSS » (Best Shot Selector) sélectionne parmi dix prises de vues successives, l'image la mieux exposée et l'enregistre automatiquement.
L'appareil est équipé d'une griffe porte accessoires synchronisée (flash additionnel ou autre) et possède 2 convertisseurs optiques: un grand angle et un téléobjectif. Le P5000 corrige automatiquement les distorsions provoquées par le grand angle.
Son flash incorporé a une portée effective de 0,3 à 8 m en grand-angle et de 0,3 à 4 m en téléobjectif et dispose de la fonction atténuation des yeux rouges.
Le Nikon Coolpix P5000 est disponible depuis le printemps 2007 et est commercialisé à sa date de sortie aux environs de 380 euros TTC.

## Caractéristiques techniques
- Capteur CCD taille 1/1,8 pouce - définition : 10,37 millions de pixels - effective : 10 millions de pixels
- Zoom optique : 3,5× ; numérique : 4× 
  - Distance focale équivalence 35 mm : 36-126 mm
  - Ouverture maximale de l'objectif : F/2,7-F/5,3
- Vitesse d'obturation : 8 à 1/2000 seconde
- Sensibilité : Auto ISO 64 à ISO 800 - Manuel ISO 64, 100, 200, 400, 800, 1600, 2000 et 3200.
- Stockage : Secure Digital SD et SDHC - mémoire interne de 21 Mo
- Définition image maxi : 3648×2736 au format JPEG.
- Autres définitions 5M : 2592×1944, 3M : 2048×1536, 2M : 1600×1200, 1M : 1280×960, PC : 1024×768, TV : 640×480, 3:2: 3648×2432, 16:9 : 3584×2016
- Définitions vidéo : 160×120, 320×240 et 640×480 à 15 images par seconde et 640×480 à 30 images par seconde au format QuickTime.
- Connectique : Ports I/O USB 2.0, audio-vidéo
- Écran LCD de 2,5 pouces - matrice active TFT de 230 000 pixels.
- Batterie propriétaire rechargeable lithium-ion type EN-EL5
- Poids : 200 g - 240 g avec accessoires